# Biblioteka „Wczoraj i Dziś”
Biblioteka „Wczoraj i Dziś” – wydawnictwo periodyczne ukazujące się w Londynie w latach 1945–1946 pod redakcją Mieczysława Grydzewskiego.
Ukazało się 7 tomików periodyku, z których każdy liczył sobie niespełna 100 stron niewielkiego formatu:
1. Ojczyzna i wolność
2. Dyplomatyka i łowy
3. Święty płomień
4. Na angielskim brzegu
5. Wspomnienia i wspominki
6. Szósta kolumna
7. Na romantycznym szlaku

Wśród współpracowników periodyku znaleźli się m.in.: Stanisław Baliński, Władysław Broniewski, Józef Czapski, Marian Czuchnowski, Maria Danilewicz Zielińska, Marian Hemar, Aleksander Janta-Połczyński, Maria Kuncewiczowa, Jan Lechoń, Jan Rostworowski, Tymon Terlecki, Wiktor Weintraub, Kazimierz Wierzyński, Stefania Zahorska. Wydawanie periodyku zostało zakończone wraz z powstaniem tygodnika „Wiadomości”.